# Distant echoes
Distant echoes is het dertiende studioalbum van Jade Warrior; de werktitel was Dreams of the forgotten spirits. Door twee albums vlak achter elkaar uit te brengen leek het erop dat de band weer op gang kwam in het tijdperk zonder Tony Duhig. Echter, na dit album kwam de band weer stil te staan. Hierna  volgden alleen nog de verzamelmap Elements met de vier albums gemaakt voor Island Records en de twee tot dan toe onuitgebrachte albums Eclipse en Fifth element. Pas in 2008 volgde nieuw repertoire. De titel verwees naar de drie voetstappen die werden teruggevonden in vulkanische as, deze voetstappen waren ongeveer 3.500.000 jaar oud. 
Het album is opgenomen onder leiding van Tom Newman, bekend van zijn werk met Mike Oldfield. Het album is minder synthesizergericht dan zijn voorganger.

## Musici
- Jon Field – dwarsfluit, percussie, synthesizer
- Colin Henson – gitaar
- Dave Sturt – basgitaar

met
- David Cross, Andy Atchison – elektrische viool
- Theo Travis – sopraansaxofoon, tenorsaxofoon
- Gowan Turnbull – basklarinet
- John Evans – flugelhorn
- Carol Bellingam, Tracey Bauckham, Glenda Fidh, Christie Williams en Tom Newman – koor
- Carol Bellingham – solozang
- Russell Roberts – slagwerk
- Rikki en Eduardo – percussie
- Chris Ingham – toetsinstrumenten

## Muziek
| Nr. | Titel                                      | Duur |
| --- | ------------------------------------------ | ---- |
| 1.  | Evocation (Field, Henson, Sturt)           | 1:45 |
| 2.  | Into the sunlight (Field)                  | 8:01 |
| 3.  | Calling the wind (Field, Henson, Sturt)    | 4:39 |
| 4.  | Snake goddess (Field)                      | 4:12 |
| 5.  | Timeless journey (Field)                   | 3:25 |
| 6.  | Night of the shamen (Field, Henson, Sturt) | 7:34 |
| 7.  | Standing stones (Henson)                   | 6:12 |
| 8.  | Village dance (Field)                      | 6:47 |
| 9.  | Spirits of the water (Field)               | 7:15 |